# クテシビオス

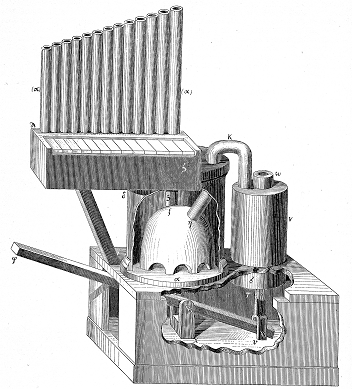
クテシビオスが作ったと言われる水オルガン

アレクサンドリアのクテシビオス（クテースィビオス・ホ・アレクサンドレウス、古希: Κτησίβιος ὁ Ἀλεξανδρεύς、生没年不詳、少なくとも紀元前285年 - 紀元前222年にかけて活動）は、古代ギリシャの発明家、数学者。より古代ギリシア語音に近い表記として、クテーシビオスともする。古代ギリシャの科学者では、アルキメデスに次ぐ人物である。アレクサンドリアのヘロンの師とされる。

## 概要
空気の弾性についての著作『空気力学について』（古希: Περὶ τῶν πνευματικῶν、現在では失われている）によって気体力学の父と言われ、圧縮空気によるポンプ、空気砲を考案したと言われる。だが、クテシビオスの業績はほとんどが失われている。アテナイオスの著作には彼の研究メモからの引用があるが、研究メモ自体も失われている。
クテシビオスは、アレクサンドリアのムセイオンの最初の館長と思われる。不幸なことに、彼の生涯および業績についてはほとんどわかっていない。伝えられるところ（おそらくはディオゲネス・ラエルティオス）によると、彼は始め床屋だった。そのころ、錘によって調節可能な鏡を作ったとされる。その後、水オルガン（ヒュドラウリス）を発明し、水時計を改良したという。この水時計は、17世紀にクリスティアーン・ホイヘンスによって振り子時計が発明されるまで、もっとも正確な時計だった。また、サイフォンを発明したと言う。
ディオゲネス・ラエルティオスの伝えるところによると、クテシビオスは生涯を通じて貧困に苦しんでいたという。ディオゲネス・ラエルティオスは、次のように伝えている。

気前のいい哲学者アルケシラオスがクテシビオスを訪ねたとき、クテシビオスは病気で貧しさに苦しんでいた。そこで、アルケシラオスは財布をそっと枕の下に隠しておき、クテシビオスがそれを見つけるのがアルケシラオスの楽しみだった。

クテシビオスの業績はウィトルウィウス、ディオゲネス・ラエルティオス、ビザンチウムのフィロンが何度も言及している。